# Bajnai-kormány
A Bajnai-kormány 2009. április 16. és 2010. május 29. között irányította Magyarország ügyeit. 2009. április 14-én az Országgyűlés 204 igen szavazattal, 8 tartózkodással, ellenszavazat nélkül megszavazta a kormányzó Magyar Szocialista Párt 78 képviselője által Gyurcsány Ferenc ellen benyújtott konstruktív bizalmatlansági indítványt. A teljes Fidesz- és KDNP-frakció, valamint az egykori MDF-képviselőcsoporthoz tartozó tagok egy része nem szavazott. A Bajnai-kormány a Magyar Szocialista Párt és a Szabad Demokraták Szövetsége támogatásával alakult meg; vezetője Bajnai Gordon, addigi nemzeti fejlesztési és gazdasági miniszter lett.
2010. május 29-én adta át az ország irányítását a második Orbán-kormánynak.

## A kormány tagjai
| Név                                                                       | Hivatal kezdete      | Hivatal vége         | Párt         | Párt | Megjegyzés   |
| ------------------------------------------------------------------------- | -------------------- | -------------------- | ------------ | ---- | ------------ |
| Miniszterelnök                                                            |                      |                      |              |      |              |
| Bajnai Gordon                                                             | 2009. április 14.    | 2010. május 29.      | pártonkívüli |      |              |
| A Miniszterelnöki Hivatalt vezető miniszter                               |                      |                      |              |      |              |
| Molnár Csaba                                                              | 2009. április 16.    | 2010. május 29.      | MSZP         |      |              |
| Önkormányzati miniszter                                                   |                      |                      |              |      |              |
| Varga Zoltán                                                              | 2009. április 16.    | 2010. május 29.      | MSZP         |      |              |
| Külügyminiszter                                                           |                      |                      |              |      |              |
| Balázs Péter                                                              | 2009. április 16.    | 2010. május 29.      | pártonkívüli |      |              |
| Pénzügyminiszter                                                          |                      |                      |              |      |              |
| Oszkó Péter                                                               | 2009. április 16.    | 2010. május 29.      | pártonkívüli |      |              |
| Nemzeti fejlesztési és gazdasági miniszter                                |                      |                      |              |      |              |
| Hónig Péter                                                               | 2009. április 16.    | 2009. április 29.    | pártonkívüli |      | ideiglenesen |
| Varga István                                                              | 2009. április 29.    | 2010. május 29.      | pártonkívüli |      |              |
| Földművelésügyi és vidékfejlesztési miniszter                             |                      |                      |              |      |              |
| Gráf József                                                               | 2009. április 16.    | 2010. május 29.      | MSZP         |      |              |
| Igazságügyi és rendészeti miniszter                                       |                      |                      |              |      |              |
| Draskovics Tibor                                                          | 2009. április 16.    | 2009. december 14.   | pártonkívüli |      |              |
| Forgács Imre                                                              | 2009. december 15.   | 2010. május 29.      | pártonkívüli |      |              |
| Egészségügyi miniszter                                                    |                      |                      |              |      |              |
| Székely Tamás                                                             | 2009. április 16.    | 2010. május 29.      | pártonkívüli |      |              |
| Szociális és munkaügyi miniszter                                          |                      |                      |              |      |              |
| Herczog László                                                            | 2009. április 16.    | 2010. május 29.      | pártonkívüli |      |              |
| Közlekedési, hírközlési és energiaügyi miniszter                          |                      |                      |              |      |              |
| Hónig Péter                                                               | 2009. április 16.    | 2010. május 29.      | pártonkívüli |      |              |
| Oktatási és kulturális miniszter                                          |                      |                      |              |      |              |
| Hiller István                                                             | 2009. április 16.    | 2010. május 29.      | MSZP         |      |              |
| Honvédelmi miniszter                                                      |                      |                      |              |      |              |
| Szekeres Imre                                                             | 2009. április 16.    | 2010. május 29.      | MSZP         |      |              |
| Környezetvédelmi és vízügyi miniszter                                     |                      |                      |              |      |              |
| Szabó Imre                                                                | 2009. április 16.    | 2010. május 29.      | MSZP         |      |              |
| A társadalompolitika összehangolásáért felelős tárca nélküli miniszter    |                      |                      |              |      |              |
| Kiss Péter                                                                | 2009. április 16.    | 2010. május 29.      | MSZP         |      |              |
| A polgári nemzetbiztonsági szolgálatokat irányító tárca nélküli miniszter |                      |                      |              |      |              |
| Ficsor Ádám                                                               | 2009. április 16.    | 2009. szeptember 13. | MSZP         |      |              |
| Molnár Csaba                                                              | 2009. szeptember 14. | 2009. szeptember 16. | MSZP         |      | ideiglenesen |
| Juhász Gábor                                                              | 2009. szeptember 17. | 2010. május 29.      | MSZP         |      |              |

A Bajnai-kormány megalakulásakor az egyetlen volt az Európai Unió tagállamainak kormányai közül, melynek nem volt női tagja. Magyarországon ezt megelőzően 1996-ban fordult elő utoljára, hogy a hivatalban lévő miniszterek közt nem volt nő, míg az utolsó olyan kormány, melyet teljes hivatali ideje során kizárólag férfiak alkottak, Boross Péter kormánya volt.

## A kormányalakítás története
Gyurcsány Ferenc 2009. március 21-én pártja kongresszusán bejelentette, hogy nem kívánja tovább betölteni a miniszterelnöki tisztséget. Javasolta, hogy két héten belül találjanak miniszterelnök-jelöltet, majd konstruktív bizalmatlansági indítvány útján válasszák meg a Parlamentben. Bejelentését azzal indokolta, úgy érzi, személye a miniszterelnöki poszton akadályává vált a szükséges reformok keresztülvitelének és ezáltal pártja politikai sikerességének.
A hírre a Fidesz kezdeményezte az Országgyűlés feloszlatását és előrehozott választás kiírását, amit a parlamenti többség elutasított.
Sólyom László köztársasági elnök is új választást sürgetett.
A konstruktív bizalmatlansági indítvány megszavazásához szükséges többség megszerzéséhez az MSZP egyeztetéseket kezdett az SZDSZ-szel. A hét folyamán Gyurcsány három lehetséges személyt jelölt meg utódjaként: Surányi Györgyöt, Glatz Ferencet és Vértes Andrást. Surányi és Glatz később bejelentette, hogy nem vállalja a jelöltséget.
Sajtóhírek szerint felmerült Takács János neve is, akit az SZDSZ – ahogyan Vértest is – elutasított, helyette az MDF EP-listavezetőjét, a Horn-kormány pénzügyminiszterét, Bokros Lajost javasolták, mert a számukra elfogadható (Surányi melletti) harmadik lehetséges jelölt, Békesi László nem vállalta a jelölést. Mivel Bokros sem vállalta a posztot – akit egyébként az MSZP sem támogatott –, új jelöltet, Gráf Józsefet javasolta az MSZP, amit Gráf nem vállalt.
Az MSZP következő jelöltje Bajnai Gordon lett. A kormányválság március 29. és 30. közti éjszakáján az MSZP és az SZDSZ is elfogadta Bajnai Gordont, mint miniszterelnök-jelöltet, aki a 2010 tavaszán esedékes választásig, azaz mintegy egy évig vezetné a kormányt.
Miniszterelnök-jelölti bemutatkozó beszédében március 30-án fájdalmas megszorításokat ígért annak érdekében, hogy a gazdasági válság káros hatásai a magyar gazdaságra ne mélyüljenek tovább: „Nyíltságra, egyenességre van szükség. Fájni fog, minden családtól áldozatot és lemondást kíván a válságkezelés. Minden magyar családot, minden embert érinteni fog, de lesz eredménye” – mondta Bajnai.
Kongresszusi bemutatkozó beszédében Bajnai sportpályájára, s arra utalva, hogy nem kíván a politikai pályán versenybe szállni, a következőt mondta: „kapus vagyok, nem fogok cselezni, nem török csatár szerepre. Védeni fogok.”
Bajnai Gordont az Országgyűlés 2009. április 14-én 204 igen szavazattal, 8 tartózkodással, ellenszavazat nélkül választotta Magyarország miniszterelnökévé. (A Fidesz- és a KDNP-frakció, valamint a korábban az MDF parlamenti képviselőcsoportjához tartozó tagok egy része nem szavazott.)
A miniszterelnöknek a kormányon belül a társadalompolitika összehangolásáért felelős tárca nélküli miniszteri posztot betöltő Kiss Péter a politikai, míg a Miniszterelnöki Hivatalt vezető miniszter Molnár Csaba a technikai értelemben vett helyettese. Mindketten az MSZP tagjai.
2009. április 15-én, egy nappal azután, hogy Bajnai Gordon a nemzeti fejlesztési és gazdasági miniszteri posztra jelöltként nevezte meg Vahl Tamást, a Magyar Nemzetben cikk jelent meg arról, hogy a Vahl vezetése alatt álló SAP Hungary informatikai vállalatot több alkalommal is kartellezésben találta vétkesnek a Gazdasági Versenyhivatal (GVH). Másfél milliárd forint bírságot szabtak ki 2004-ben az IBM-re, a SAP Hungary és az ISH Kft.-re, amiért kartellbe tömörülve nyerték meg egyetemek informatikai közbeszerzéseit. Ezt követően a Transparency International nemzetközi civil szervezet magyarországi irodája nyílt levélben kérte a miniszterelnököt, hogy vegye figyelembe a GVH döntéseit. Vahl, miután a sajtóban megjelentek a kartellezéséről szóló hírek, április 16-án reggel a parlamenti meghallgatásának kezdete előtt Podolák György szocialista képviselőn keresztül bejelentette: visszalép a gazdasági miniszteri megbízatás vállalásától.
A polgári titkosszolgálatokat felügyelő tárca nélküli miniszternek jelölt, 28 éves Ficsor Ádám kinevezéséhez Bajnai annak ellenére ragaszkodott, hogy az illetékes parlamenti bizottság a jelöltet nem találta alkalmasnak a poszt betöltésére. Ficsor korábban, 2008 februárjától Gyurcsány Ferenc kabinetfőnökeként tevékenykedett.
2009. április 22-én a kormányfő Varga István közgazdászt, gazdasági szakértőt kérte fel nemzeti fejlesztési és gazdasági miniszternek. A jelölt kinevezését az országgyűlés gazdasági bizottsága 16:11 arányban támogatta. Varga miniszteri esküjét május 4-én tette le.

## Kormányprogram
2009. április 19-én Bajnai Gordon bejelentette kormánya programját. A költségvetés kiadásait 2009-ben 350–400, 2010-ben pedig 900 milliárd forinttal csökkentik.
A fontosabb intézkedések részletesen:
A közszférát érintő intézkedések:
- Két évre befagyasztják a közszféra bruttó bértömegét
- Felülvizsgálják a 2009 második félévi keresetkiegészítést
- Megszűnik a 13. havi illetmény, helyette egy általános ösztönzőrendszert vezetnek be
- Csökkentik az önkormányzati támogatásokat

A nyugdíjrendszer változásai:
- Előre hozzák a nyugdíjkorhatár 65 évre való emelését, várhatóan 2012-re
- Átütemezik év végére a 2009-re tervezett nyugdíjkorrekciót
- 2010-ben elmarad a nyugdíjkorrekció
- 2009-ben nem fizetik ki a 13. havi nyugdíj második felét
- Megszűnik a 13. havi nyugdíj, helyette a GDP-hez kötött nyugdíjprémiumot vezetnek be
- Kevésbé éri majd meg a korhatár előtt nyugdíjba vonulni

Változások a szociális rendszerben:
- 10%-kal csökken a táppénz
- Két évre rögzítik a családi pótlék összegét, a korhatár 23-ról 20 évre csökken
- A gyes és gyed együttesen három helyett csak két évig jár (ez a már megszületett gyerekek szüleire még nem vonatkozik), ehhez bölcsőde- és óvodafejlesztést ígér a kormány
- Megszűnik az eddig a lakástámogatási rendszer („szocpol”), új támogatási forma váltja fel: 35 év alattiak vehetnek igénybe  kamattámogatást új lakás építéséhez, vásárlásához, meglévő otthonuk átalakításához.[34]
- Fokozatosan megszüntetik a gázár- és távhő-kompenzációt. (A kormány azzal számol, hogy az év második felében jelentősen csökkenni fog a gáz ára, jövőre pedig a Robin Hood-adóból nyújtanának segítséget a leginkább rászorulóknak.)

Egyéb kiadáscsökkentő intézkedések:
- A tömegközlekedés támogatásának csökkentése, a kedvezmények felülvizsgálata
- A közmédia támogatásának csökkentése
- Az EU-s agrártámogatások nemzeti kiegészítésének csökkentése 2010-ben

Változások az adók és járulékok terén:
2009-ben:
- 5%-os munkaadói járulékcsökkentés a minimálbér kétszereséig
- A személyi jövedelemadó alsó sávhatára 1,9 millió forintra nő
- 20-ról 25%-ra nő az áfa, de létrejön egy kedvezményes, 18%-os kulcs a tejre, a tejtermékekre, a pékárukra és a távfűtésre

2010-től:
- 5% munkaadói járulékcsökkentés a teljes jövedelemre
- Megszűnik a tételes egészségügyi hozzájárulás
- A személyi jövedelemadó alsó sávhatárának megemelése 4-5 millió forintra
- A személyi jövedelemadó kulcsainak csökkentése 15-17, illetve 33-35%-ra
- Összbruttósítás: a bruttó bér és a járulékok együtt válnak adóalappá
- Általános értékalapú ingatlanadó bevezetése: adómentes lesz a tulajdonos által lakott 30 millió forintnál nem drágább, és egy második, legfeljebb 15 millió forintot érő lakás. Az ingatlanadó három kulcsos: 0-30 millió Ft-ig 0,25%, 30-50 millió Ft között 0,35%. 50 millió Ft felett 0,5%.[35]
- Vagyonadó a nagyértékű lakás, hajó, repülő és személyautó után.[35]
- Egységes, 19%-os társasági adózás, a különadó és a kedvezmények megszüntetése

Állami takarékossági intézkedések:
- A miniszterek és államtitkárok fizetése 15%-kal csökken
- Felére csökken az állami vezetők külföldi útjainak napidíja
- Nem válthatják meg pénzzel az állami vezetők ki nem vett szabadságát
- Maximálják az állami cégek vezetőinek fizetését
- Csökkentik az állami cégek igazgatósági és felügyelőbizottsági tagjainak illetményét[36]

## Megítélése
A magyar társadalom jelentős része meglehetősen elutasítóan viszonyult a kormányhoz annak megalakulásakor. 2009 áprilisában a Századvég és a Forsense közös közvélemény-kutatása szerint csupán „a válaszadók 28 százaléka tartja alkalmasnak Bajnai Gordont miniszterelnöknek, 42 százalékuk szerint alkalmatlan erre a posztra. Figyelemreméltó, hogy az MSZP szavazói továbbra is inkább Gyurcsány Ferencben, az előző MSZP-s miniszterelnökben bíztak (44 százalék), mint Bajnai Gordonban (27 százalék).”
A Nézőpont Intézet április 22-én publikált, 1000 véletlenszerűen kiválasztott személy telefonos megkérdezésével végzett felmérése szerint a magyar választók 50%-a alkalmatlannak tartotta Bajnai Gordont a válságkezelésre, ugyanakkor 29%-uk bízott a gazdasági miniszterből lett kormányfő rátermettségében. A megkérdezettek 59%-a új parlamentet szeretett volna, és 36% gondolta úgy, hogy a Bajnai-kormánynak ki kellene töltenie a ciklust.
2009 júniusában a Századvég és a Forsense közös közvélemény-kutatása szerint a megkérdezettek 49%-a támogatta az előre hozott választást, 39%-a pedig azt, hogy a kormány 2010 tavaszáig maradjon hatalmon.
Távozásáig, 2010 májusára némileg javult a kormány megítélése: a pozitívan nyilatkozók aránya 14-ről 21 százalékra emelkedett. Bajnai Gordon a kezdeti 17 után 24 százalékos népszerűségi indexszel vonult vissza. A megkérdezettek egyharmada szerint felelősségteljesen kormányzott a Bajnai-kabinet, 58 százalékuk szerint viszont felelőtlenül.
A második Orbán-kormány egy 2010. őszi törvényjavaslat indoklásában már pozitívnak minősítette Bajnaiék munkáját, főként Matolcsy György nemzetgazdasági miniszter nyilatkozott elismerősen a 2009-2010-es költségvetésről.